# Hungergrube

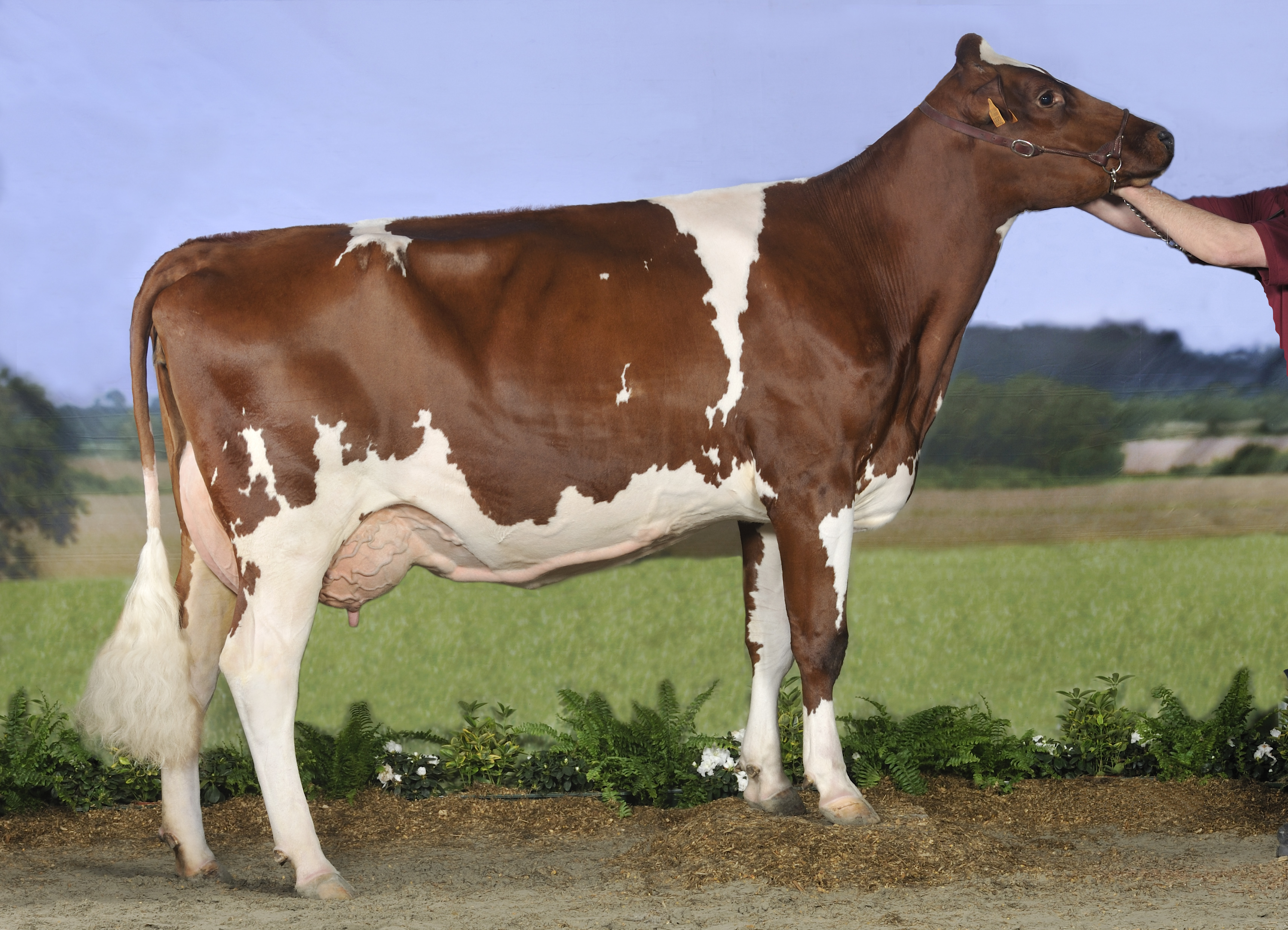
Deutlich sichtbare dreieckige Hungergrube bei einer Milchkuh

Die Hungergrube (lat. Fossa paralumbalis, „neben der Lende gelegene Grube“) ist eine Einsenkung in der seitlichen Bauchwand unterhalb der Querfortsätze der Lendenwirbel und damit der obere Teil der Flanke bei vierfüßigen Säugetieren. Der Name „Hungergrube“ ist etwas irreführend, denn sie kommt auch bei gut ernährten Tieren vor, bei starker Abmagerung ist sie jedoch ausgeprägter. 
Die Form der Hungergrube ist etwa dreieckig, sie wird oben von den Querfortsätzen, hinten-unten von der vorderen Muskelkontur des Hüfthöcker-Rippen-Schenkels (Crus costocoxale) des inneren schiefen Bauchmuskels und vorn von der letzten Rippe begrenzt.
In der rechten Hungergrube liegt der Bauchwand von innen der Zwölffingerdarm an, bei Pferden auch der Blinddarmkopf (Caput caeci), dessen Geräusche hier abgehört werden können. Im Bereich der linken Hungergrube liegen die linke Niere und der absteigende Grimmdarm (Colon descendens), bei Wiederkäuern jedoch der rückenseitige Pansensack. An dieser Stelle können bei Wiederkäuern die Pansenmotorik festgestellt und bei einer Aufgasung des Pansens (Pansentympanie) ein Pansenstich durchgeführt werden.